# آرامگاه امامزاده بازار قارناس
بقعه امامزاده بازار قارناس مربوط به اوایل دوره قاجار است و در شهرستان مانه و سملقان، بخش مانه، امامزاده بازار قارناس واقع شده و این اثر در تاریخ ۱۶ شهریور ۱۳۸۳ با شمارهٔ ثبت ۱۱۱۲۹ به‌عنوان یکی از آثار ملی ایران به ثبت رسیده است.